# 美波さら
美波 さら（みなみ さら、1983年4月10日 - ）は、日本の元AV女優。
身長:161cm。スリーサイズ:B83(B)・W58・H83。血液型:O型

## 略歴
2006年2月に『現役TVリポーター AVデビュー!!』（MOODYZ）でAVデビュー。
痴女ものを中心に活躍した。
2007年に引退。

## 出演作品
撮りおろし作品
2006年
- 現役TVレポーター AVデビュー!!（2月13日、MOODYZ） ※デビュー作
- 某ローカルTV局 現役人気レポーター（3月13日、MOODYZ）
- 現役TVレポーターの妄想FUCK（4月13日、MOODYZ）
- 現役TVレポーター 銀行強盗レイプ完全生中継!!（5月13日、MOODYZ）
- ハイパーデジタルモザイク Vol.031（7月1日、MOODYZ）
- THE痴女 超ギリ激ヤバモザイク×手コキ淫語（7月20日、ディープス）
- 快感アナルFUCK（8月1日、MOODYZ）
- カフェ・ド・痴女（8月4日、アキノリ）
- ザ・カメラテスト やめてください!こんなイヤラシイこと… でも白いお汁がタレてるよ（8月22日（レンタル）/ 2007年8月11日（セル）、アテナ映像）
- 綺麗なお姉さんの恥じらいアナルH（8月15日、ワープエンタテインメント）
- Monthly2時間 撮れたて素材まんま出し 2（8月15日、ワープエンタテインメント）
- 密室フェロモン 9（8月19日、ドグマ）
- 初撮り中出し 10（9月6日、チーム川崎） ※「さら」名義
- 痴女不動産 庭付 痴女付 一戸建て（9月7日、アキノリ）
- ザーメンをマンコとアナルでしぼり取るのが好きな痴女たち（9月19日、ドグマ）
- 現役TVレポーター アナルレポート（10月7日、桃太郎映像出版）
- 痴女ダブルまんこ【ボボ】九州弁（10月19日、ドグマ）
- 360度スケスケ新型マジックミラー号 真夏の湘南・逆ナンパ編（10月19日、ディープス）
- 痴女サミット 2（11月4日、アキノリ）
- M男クンのアパートの鍵、貸します。（11月5日、ワープエンタテインメント）
- Monthly2時間 撮れたて素材まんま出し（11月15日、ワープエンタテインメント）
- レズサミット 2（12月7日、アキノリ）
- アナル拷問 〜最終章〜（12月21日、ディープス）
- FREE SEX 12月21日、アキノリ）
- セクハラ 襲われて、責められて、焦らされて…（12月29日（レンタル）/ 2008年1月25日（セル）、アテナ映像）オムニバス作品

2007年
- 女教師 in...（脅迫スイートルーム）（1月23日、ドリームチケット）
- ふたなりズム 5（2月19日、ドグマ）
- TOKYO GAL'S（2月24日、オーロラプロジェクト） ※「Sara」名義
- R*Queen（猥褻レースクイーン）撮り下ろし4時間（4月15日、ドリームチケット）
- 癒らし。 VOL.31（4月19日、アウダースジャパン） ※「さら」名義

総集編
2006年
- コスプレ50人50着8時間（9月13日、MOODYZ）
- ワープエンタテインメント 1年まるごと特別総集編 06/07 4時間（12月5日、ワープエンタテインメント）

2007年
- レイプ4時間（1月1日、MOODYZ）
- S+CONTENTS 4時間 アナル性交と美尻ラインSP（1月15日、ワープエンタテインメント）
- ハイパーデジタルモザイク 4時間（2月13日、MOODYZ）…
- 3P 4時間（3月1日、MOODYZ）…
- 有名女優13人の禁断の穴 4時間貫通スペシャル（3月7日、桃太郎映像出版）
- 人気アイドルの本気セックス5 4時間（3月13日、MOODYZ）
- MOODYZ SEX BEST 4時間（4月1日、MOODYZ）
- S+CONTENTS 4時間 犯ラレ癖ノ有ル女（5月5日、ワープエンタテインメント）
- アナルファック 4時間（5月13日、MOODYZ）
- 泡姫  Soap Angel 撮り下ろし4時間（5月15日、ドリームチケット）
- ユーザーズチョイス!! 4時間 The Latter Half of 2006（6月5日、ワープエンタテインメント）
- 痴女騎乗位4時間（6月13日、MOODYZ）
- ハイパーデジタルモザイク 2穴FUCK 4時間（7月13日、MOODYZ）
- ハイモザ 抜き挿しFUCK4時間（9月13日、MOODYZ）
- S+CONTENTS 4時間 艶尻×激バック×4時間（9月15日、ワープエンタテインメント）…
- TOKYO GAL'S COLLECTION（11月24日、オーロラ・プロジェクト）
- 濃厚FUCK4時間（12月1日、MOODYZ）
- Best Scene of 癒らし。（12月21日、アウダースジャパン）

2008年
- シチュエーション別ナマ撮りオムニバス 厳選女優30名スペシャルLIVE!! VOL.5（4月5日、ドリームチケット）